# Campeonato Mundial de Ginástica Artística de 2013 - Trave feminino
A competição de trave feminino do Campeonato Mundial de Ginástica Artística de 2013 teve sua final disputada no dia 6 de outubro. A qualificatória que definiu as ginastas finalistas foi disputada em 1 e 2 de outubro.

## Medalhistas
| Ouro   | RUS Aliya Mustafina |
| Prata  | USA Kyla Ross       |
| Bronze | USA Simone Biles    |

## Resultados

### Qualificatória
Esses são os resultados da qualificatória.
| Pos. | Ginasta                  | Total  | Nota |
| ---- | ------------------------ | ------ | ---- |
| 1    | ROU Larisa Iordache      | 15,266 | Q    |
| 2    | CHN Shang Chunsong       | 14,866 | Q    |
| 3    | USA Kyla Ross            | 14,566 | Q    |
| 4    | RUS Anna Rodionova       | 14,466 | Q    |
| 5    | USA Simone Biles         | 14,400 | Q    |
| 6    | ITA Vanessa Ferrari      | 14,216 | Q    |
| 7    | ITA Carlotta Ferlito     | 14,216 | Q    |
| 8    | RUS Aliya Mustafina      | 14,133 | Q    |
| 9    | CHN Yao Jinnan           | 14,100 | R    |
| 10   | UKR Krystyna Sankova     | 14,000 | R    |
| 11   | ITA Francesca Deagostini | 13,908 |      |
| 12   | CHN Zenq Siqi            | 13,900 |      |
| 13   | BRA Daniele Hypolito     | 13,866 | R    |

- Q - qualificada para a final
- R - reserva

### Final
Esses são os resultados da final.
| Pos. | Ginasta              | Nota D | Nota E | Pen. | Total  |
| ---- | -------------------- | ------ | ------ | ---- | ------ |
|      | RUS Aliya Mustafina  | 6,000  | 8,900  |      | 14,900 |
|      | USA Kyla Ross        | 6,000  | 8,833  |      | 14,833 |
|      | USA Simone Biles     | 6,100  | 8,233  |      | 14,333 |
| 4    | ITA Vanessa Ferrari  | 5,700  | 8,600  |      | 14,300 |
| 5    | ITA Carlotta Ferlito | 5,900  | 8,383  |      | 14,283 |
| 6    | CHN Shang Chunsong   | 6,200  | 7,933  |      | 14,133 |
| 7    | ROU Larisa Iordache  | 6,300  | 7,633  |      | 13,933 |
| 8    | RUS Anna Rodionova   | 5,700  | 7,400  |      | 13,100 |